# ФК Горица Велика Горица
ХНК Горица је хрватски фудбалски клуб из Велике Горице.

## Историја
Клуб је основан 2009. године уједињењем НК Радника из Велике Горице и НК Полета из Бушевца. Клубови су се ујединили због финансијских разлога Радника. НК Полет је основан 1934, а НК Радник 1945. године.
Радник је за време СФРЈ имао просечне резултате, а већина импресивних резултата је дошла осамостаљењем Републике Хрватске. Са новоизграђеним стадионом (који је грађен за потребе Универзијаде 1987.), и Радник је наступао у премијерној сезони 1.ХНЛ. У том је рангу учествовао још у сезонама 1992/93. и 1993/94. Затим, од 1995. па до 2009. Радник је слабио, те је тада дошло до уједињења, с циљем постизања уласка у 2. ХНЛ.
У својој премијерној сезони у 2. ХНЛ, 2010/11, су освојили прво место, али се нису пласирали у 1.ХНЛ због неимања лиценце за наступ. У својој дебитантској сезони у 1.ХНЛ, 2018/19. освојили су 5. место те су тим резултатом постали једни од најуспешнијих дебитаната у 1.ХНЛ.